# Veerse Gatdam

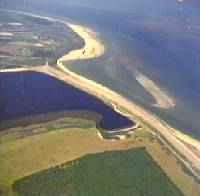
Luftbild des Veerse Gatdam

Der Veerse Gatdam ist ein Dammbauwerk an der niederländischen Nordseeküste. Er war Teil des Drei-Inseln-Plans, wurde im Rahmen des Schutzsystems Deltawerke errichtet und am 27. April 1961, im Beisein von Königin Juliana, feierlich geschlossen.
Der Damm in der Küstenprovinz Zeeland schließt den ehemaligen Seearm Veerse Gat von der offenen Nordsee ab, wodurch das Veerse Meer entstand. An der Ostseite ist das Gewässer über den Zandkreek mit der Oosterschelde verbunden.
Der Damm ist 2,8 Kilometer lang, 14 m NAP hoch und führt von der Halbinsel Walcheren zur Insel Noord-Beveland. Über den Veerse Gatdam führt der Rijksweg 57.
Die Dammkrone ist beliebt bei Skatern, Radfahrern und Spaziergängern. 